# Transports au Maroc
Le Maroc a l'un des réseaux les plus denses en Afrique en termes de voies terrestres, ferroviaires et aériennes.
Le pays dispose notamment d'un réseau de près de 1 800 km d'autoroutes payantes à fin 2017 et d'une ligne LGV entre Tanger et Casablanca.

## Transport routier
Au Maroc, la route représente le premier mode de transport pour 90 % des individus et catalyse 75 % du transport de marchandises, le secteur représente 6 % du PIB et emploie 10 % de la population active urbaine. Le Maroc dispose d’un réseau routier d’environ 60 000 km de routes, 1 000 km de voies express et 1 800 km d'autoroutes. La gestion et la responsabilité du réseau sont partagées entre l’État, les communes et les municipalités :
- les autoroutes, les routes nationales, régionales et provinciales sont à la charge de l’État ;
- les routes communales sont gérées par les communes ;
- les sections de routes nationales situées à l’intérieur des agglomérations sont sous la responsabilité des municipalités.

### Routes
Le Maroc dispose d'un réseau routier d'environ 60 000 km dont 41 000 km de routes goudronnées et plus de 5 300 ponts. Le réseau principal comprend des autoroutes, des voies express, des routes nationales, régionales et provinciales.
Après avoir construit 11 236 km de routes sur la période 1990-2005 à travers le Programme National des Routes Rurales I (PNRR), l’État marocain a initié le PNRR II sur la période 2005-2012.
Le PNRR II, sur la période 2005-2012, a permis de porter le taux d’accessibilité aux villages ruraux de 54 % en 2005 à 80 % en 2012 par la réalisation de 15 500 km. Le programme comprenait l’aménagement de 600 km de routes nationales, 500 km de routes régionales, 7 600 km de routes provinciales et 6 800 km de routes non classées. Le coût du programme a représenté 1 M€. Toujours dans cette volonté de désenclaver les populations rurales, le ministère de l’Équipement et du Transport se prépare à la mise en place du troisième Programme des Routes Rurales (PRR III).

### Voies express
Le réseau routier marocain dispose de  1 093 km, de voies express en 2012.

### Autoroutes

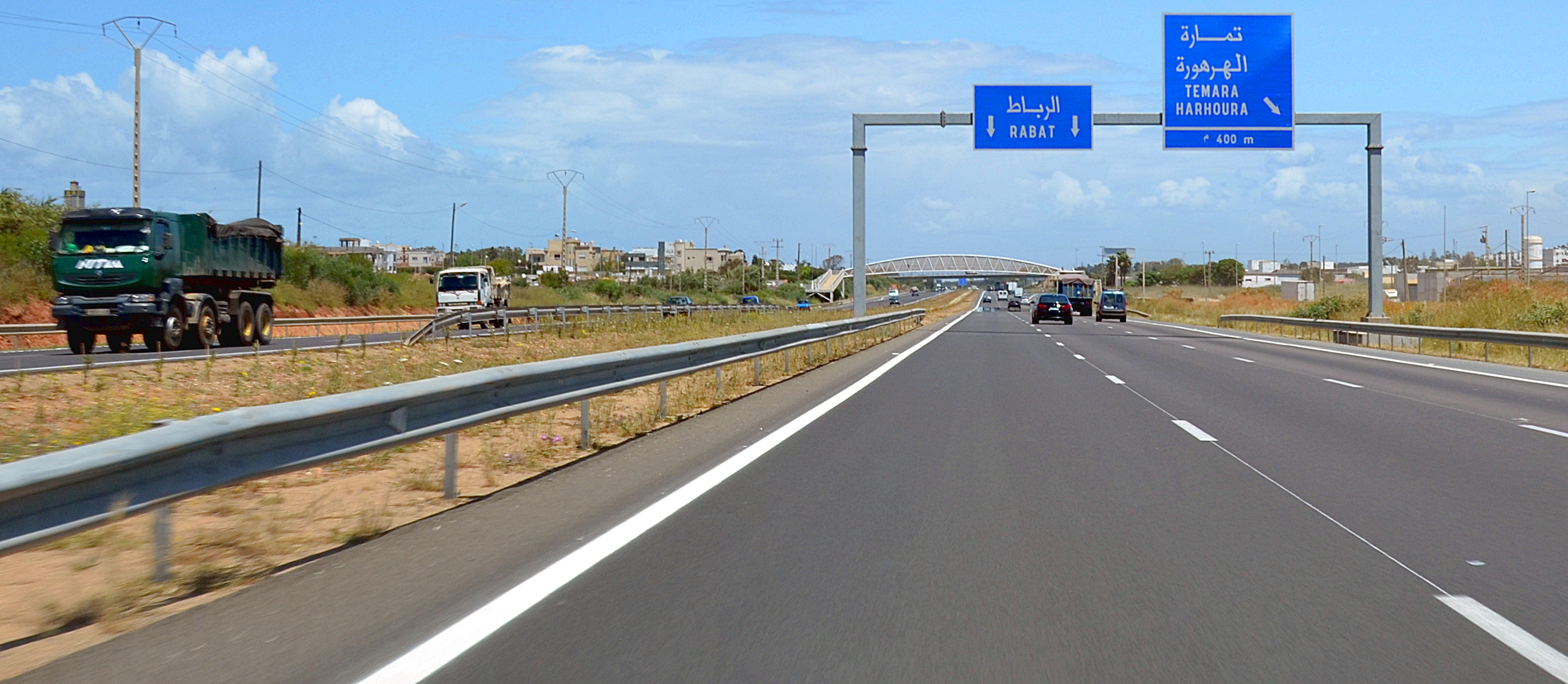
Autoroute A1 : Rabat - Casablanca (90 km)

Le Maroc a le deuxième plus grand réseau autoroutier du Maghreb et le troisième d'Afrique après l'Afrique du Sud, avec une longueur de 1 785 km (en août 2016).

#### Autoroutes principales
| Numéro | Villes desservies                                 | Longueur |
| ------ | ------------------------------------------------- | -------- |
| A1     | Rabat – Mohammédia – Casablanca – El Jadida –Safi | 313 km   |
| A2     | Rabat – Meknès – Fès – Taza – Oujda               | 496 km   |
| A3     | Casablanca – Marrakech - Agadir                   | 429 km   |
| A4     | Berrechid - Khouribga - Beni Mellal               | 174 km   |
| A5     | Tanger Med – Tanger – Kenitra – Rabat             | 308 km   |
| A7     | Fnideq – Tétouan                                  | 28 km    |
| Total  | Total                                             | 1 748 km |

#### Pénétrantes
| Numéro | Ville desservie                  | Longueur |
| ------ | -------------------------------- | -------- |
| A101   | Pénétrante d'Ain Harrouda        | 4 km     |
| A102   | Pénétrante d'Azbane (Casablanca) | 1,5 km   |
| A103   | Pénétrante d'El Jadida           | 5,5 km   |
| A201   | Pénétrante de Ain Chkef (Fès)    | 11 km    |
| A301   | Pénétrante de Marrakech-Nord     | 13,5 km  |
| A501   | Pénétrante de Tanger-Sud         | 1,5 km   |
| Total  | Total                            | 37 km    |

## Transport routier interurbain

### Courtes et moyennes distances
Le transport courtes distances est largement dominé par le transport régional des petits villages vers les grands centres urbains ou par le transport rural des petits producteurs agricoles vers les marchés hebdomadaires situés le plus souvent à la périphérie des villes.

#### Transport mixte
Ce sont des navettes de transport mixtes passagers et marchandises adaptées aux échanges commerciaux entre les zones rurales et les villes, un transport très actif les jours de marchés.

#### Taxis collectifs

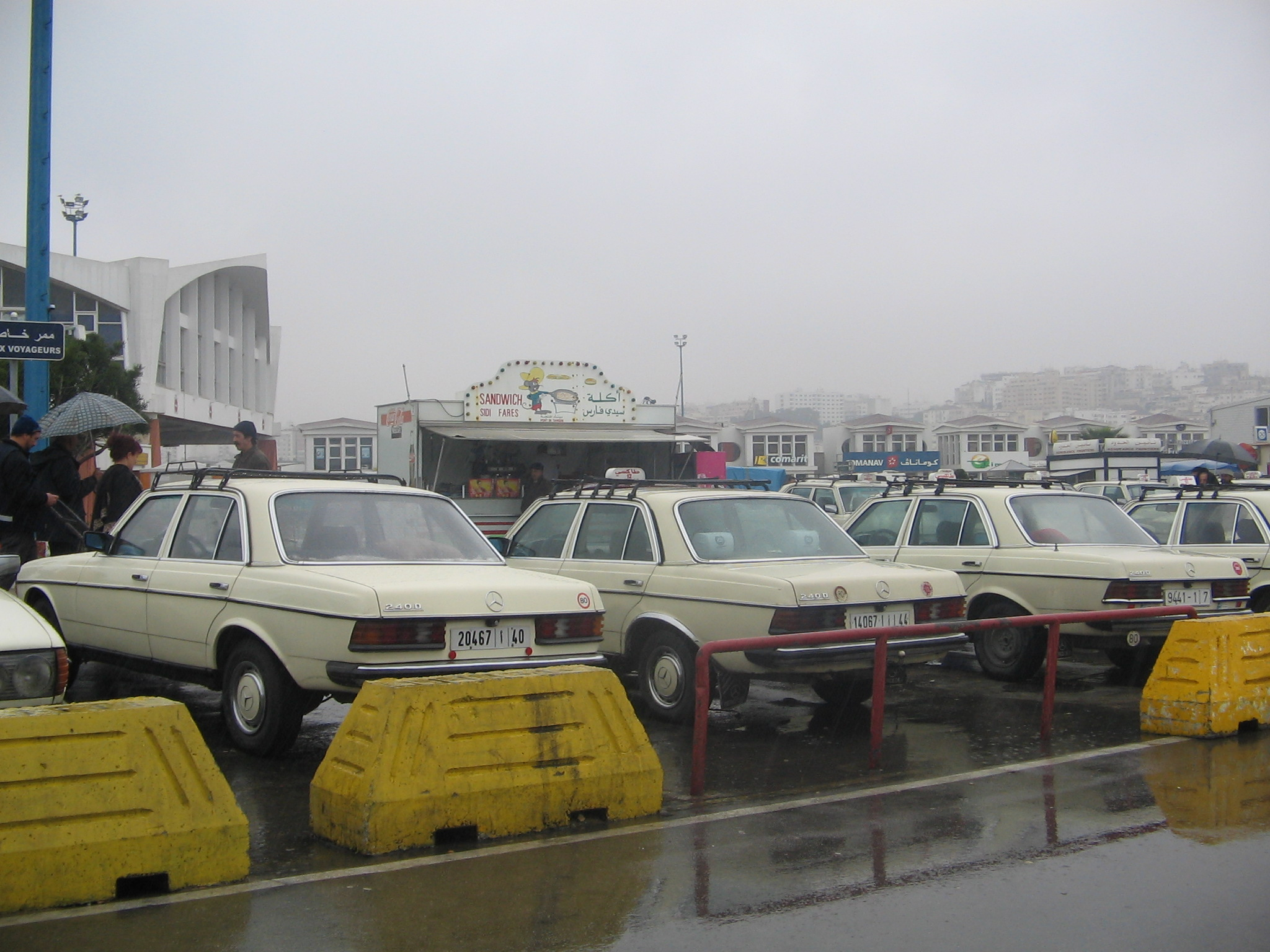
Grands taxis Mercedes (2007)

Les taxis collectifs appelés localement Grands taxis constituent un élément indispensable pour le bon fonctionnement du système de transport urbain et interurbain et un mode de transport  populaire grâce à la rapidité des trajets et à la flexibilité de ce type de transport, ils répondent aux besoins des habitants et pallient partiellement l’insuffisance des transports privés ou publics, individuels ou collectifs. Difficiles à appréhender, ces opérateurs privés conservent un rôle indispensable pour la mobilité. ils permettent de connecter les campagnes ou les petits villages vers les centres urbains, les zones d'activités et les gares routières et ferroviaires. Un bon nombre de ces taxis étant assez anciens le gouvernement a lancé une campagne de prime à la casse de 80 000 dirhams pour tout propriétaire qui souhaite acquérir un véhicule neuf plus sûr et moins polluant, un marché de 45 000 véhicules à renouveler en un temps très court, l'offre étant assez limitée dans le temps.

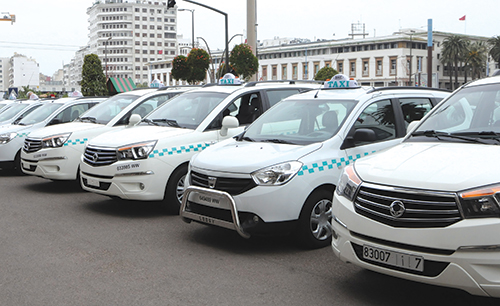
Grands Taxis Lodgy & Stavic (2015)

Dans ce processus de prime à la casse six véhicules spacieux ont été retenus pour le remplacement des grands taxis à savoir Renault Lodgy, Fiat Doblo, Ssangyoung Stavic, Citroen Berlingo, Volkswagen Caddy et Nissan NV200. Renault ayant été le premier constructeur à avoir préparé son offre a pris une large avance sur ses concurrents, vers fin juillet 2015 le Lodgy a atteint 60 % des taxis renouvelés contre 25 % pour le Doblo et 12 % pour le Stavic. Cependant, les derniers entrants Caddy  et NV200  ont assez rapidement rattrapé leur retard.

#### Cars régionaux
Ce sont des petits exploitants qui ont l'agrément d'une ligne unique ou quelques rares lignes, les moyens financiers limités de ces derniers ne leur permettent pas d'entretenir correctement leur matériel roulant. Après plusieurs accidents le gouvernement a lancé un projet de rachat de ces agréments évalués selon le kilométrage de la ligne exploitée. Cependant, il est très difficile de venir à bout d'une rente, le secteur du transport au Maroc tout comme beaucoup de pays à travers le monde se caractérise par des agréments offerts à des rentiers : un système créé autrefois pour récompenser d'anciens résistants et devenu par la suite très opaque et absurde. L'octroi des nouveaux agréments de cars est définitivement stoppé.

#### Charrettes agricoles
Autrefois un mode très fréquent pour le transport rural, il devient de plus en plus rare à cause des prix exorbitants des chevaux, il est souvent remplacé par le transport combiné. Les routes goudronnées étant de plus en plus répandues et interdites aux charrettes à cause des risques d'accidents.

### Longues distances passagers

#### Deux groupes leader à l'échelle national et international
Deux compagnies de transport par autocars (CTM et Supratours) ont des licences nationales et desservent toutes les villes du Maroc, elles sont concurrencées toutes deux par la société SATAS qui est très active (39 lignes assurées grâce à une centaine de bus) dans toutes les zones touristiques du Sud du pays. la CTM exploitent également des lignes internationales vers l'Europe et l'Afrique subsaharienne. Le groupe Eurolines dessert également le Maroc à partir de son réseau européen. Dès 2003, la CTM et Eurolines ont conclu une forme de partage de codes permettant aux clients d'Eurolines de continuer leur voyage vers toutes les villes desservies du Maroc et aux clients marocains de la CTM de finir leur voyage vers toutes les villes desservies par Eurolines. Supratours a aussi ouvert des lignes internationales vers l'Espagne, la France et l'Italie en s'appuyant sur des partenaires espagnoles Alsa et Linebus.

#### L'autoroute pour respecter les horaires
En plus des sociétés CTM et Supratours il existe une multitude de compagnies de transport par autocars souvent ayant bénéficié d'un système d'agréments ou ayant acheté plusieurs agréments à des concurrents de plus faible taille. En 2012 seulement dix sociétés disposaient d'un parc supérieur à 50 autocars. Les petites sociétés de transport passagers agissent souvent pour le transport régional prennent les routes gratuites, s'arrêtent partout pour la collecte des ruraux et sont concurrencés par les taxis collectifs. Elles sont moins souvent respectueuses des délais d'arrivées. Les grandes sociétés (CTM, Supratours, SATAS , TRANS GHAZALA , NEJM CHAMAL , SAT..) prennent l'autoroute ont plus de facilité à respecter leurs horaires, les autoroutes marocaines sont très rarement affectées par les embouteillages.

#### Un service haut de gamme pour faire face au train
Les deux compagnies CTM et Supratours ont lancé dernièrement un service de transport passagers haut de gamme avec des bus de respectivement 40 et 30 places au lieu de 50. Ces mêmes bus offrent plus d'espace aux passagers ainsi que plusieurs avantages à bord dont du Wi-Fi gratuit, du contenu multimédia, des sanitaires, boissons offertes, journaux etc. La compagnie Supratours avec son service "CONFORT Plus" se distingue par un système de géolocalisation GPS qui peut s'avérer particulièrement utile pour la sécurité des passagers quant au suivi de l'avancement du car, de ses éventuels pannes et du comportement du conducteur par aussi bien l'administration que par la famille du passager un mot de passe est donné après réservation du voyage au client. La CTM quant à elle se démarque avec sa gamme "Premium" en proposant un service salon VIP dans ses gares routières, la compagnie tablait sur un chiffre de seulement 30 000 passagers pour sa première année de lancement en 2014 ce service étant 40 % plus cher, fin décembre de la même année 100 000 passagers ont opté pour cette formule un chiffre à comparer au total des 3 millions de passagers annuels de ce groupe qui totalise un effectif de 2 000 employés, qui réalise un chiffre d'affaires de 500 millions de Dirhams et qui s'apprête à fêter ses 100 ans en 2019.

#### La concurrence s'organise
Le groupe CTM se démarque certes pour les très longues distances en ciblant la clientèle première classe du train, cependant, sur les plus courtes distances le marché est toujours dominé par les taxis collectifs et des compagnies familiales possédant de un à cinq bus de 60 passagers rarement climatisés qui pratiquent des prix plus bas et des temps de parcours plus longs. À côté de ces deux extrêmes il existe pas mal de compagnies de flottes moyennes comme les sociétés SATAS, Pullman du Sud, SAT, STCR, Nejme Chamal, Trans Ghazala, Almou Draa, Majorel Voyage, Groupe Diana, Jana Viajes, Bismillah Salama, Sahara Voyage, Palmier Du Sahara, Itrane, Trs Al Yamama, Trs Bab Allah, Trans Blady, Monte Carlo, Le Parrain Des Voyageurs... qui cherchent elles aussi à fidéliser leurs clientèles en proposant des bus relativement neufs, le Wi-Fi à bord, des sièges spacieux et l'usage des autoroutes. Ces derniers, parmi leurs grands inconvénients elles ne disposent pas (contrairement à la CTM et à Supratours) de leurs propres gares, elles sont ainsi tributaires du confort et de l'organisation aléatoires des gares routières mutualisées, quoique ce petit détail leur permet aussi de faire des économies et de proposer des prix plus attractifs.

### Longues distances marchandises
Le transporteur national de référence pour la logistique au Maroc est la SNTL, parallèlement à ce dernier plusieurs autres acteurs s'activent sur le secteur de la messagerie rapide à savoir CTM Messagerie, La voie Express ainsi que les multinationales TNT Express, Fedex, DHL, SDTM, Carre, Maroc Express...
À côté des groupes disposant de moyens et de flottes assez importants comme ceux cités ci-dessus beaucoup d'entrepreneurs privés disposent d'une flotte assez faible de véhicules composées en grande partie d'unités anciennes, le ministère du transport marocain avait instauré plusieurs programmes de prime à la casse dont le premier a eu lieu en 2008 et portait sur des montants de 90 000 à 130 000 MAD. Le montant de la prime inscrite dans ce premier programme a été considérée trop insuffisante par les professionnels de la route, il aura fallu d'autres programmes et rehausser la contribution de l'état pour atteindre 210 000 MAD (20 000 Euros).

## Transport ferroviaire

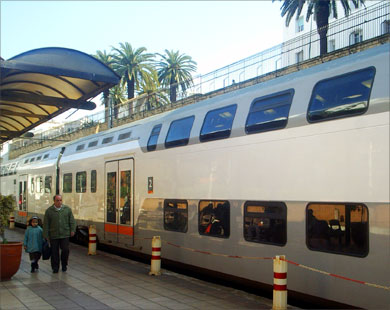
Train dans la gare de Rabat-ville

### Le réseau ferré
Le réseau ferroviaire marocain est entièrement à écartement normal UIC, il est exploité par l'Office National des Chemins de Fer (ONCF), il s'étend sur une longueur de 2 110 km reliant les principaux ports et zones urbaines, le total du linéaire des voies exploitées au Maroc est de 2 750 km (1 470 km à voie unique + 2x640 km à double voies), l'axe le plus sollicité du réseau est situé entre Casablanca et Tanger (400 km), il est en cours de triplement, le taux d'électrification (actuellement de 60 %) est amené à atteindre 90 % dès 2018 avec la LGV Kénitra-Tanger et l'électrification de la ligne Fès-Taza, ci-dessous le détail du réseau :
- 2 100 km à écartement UIC exploité pour le transport passagers et Fret;
- 1 300 km de lignes électrifiées (60 % du réseau);
- 640 km de lignes à double voies (30 % du réseau).
- 7 100 km en transport combiné Train + Bus (2 100 km ONCF + 5 000 km Supratours).

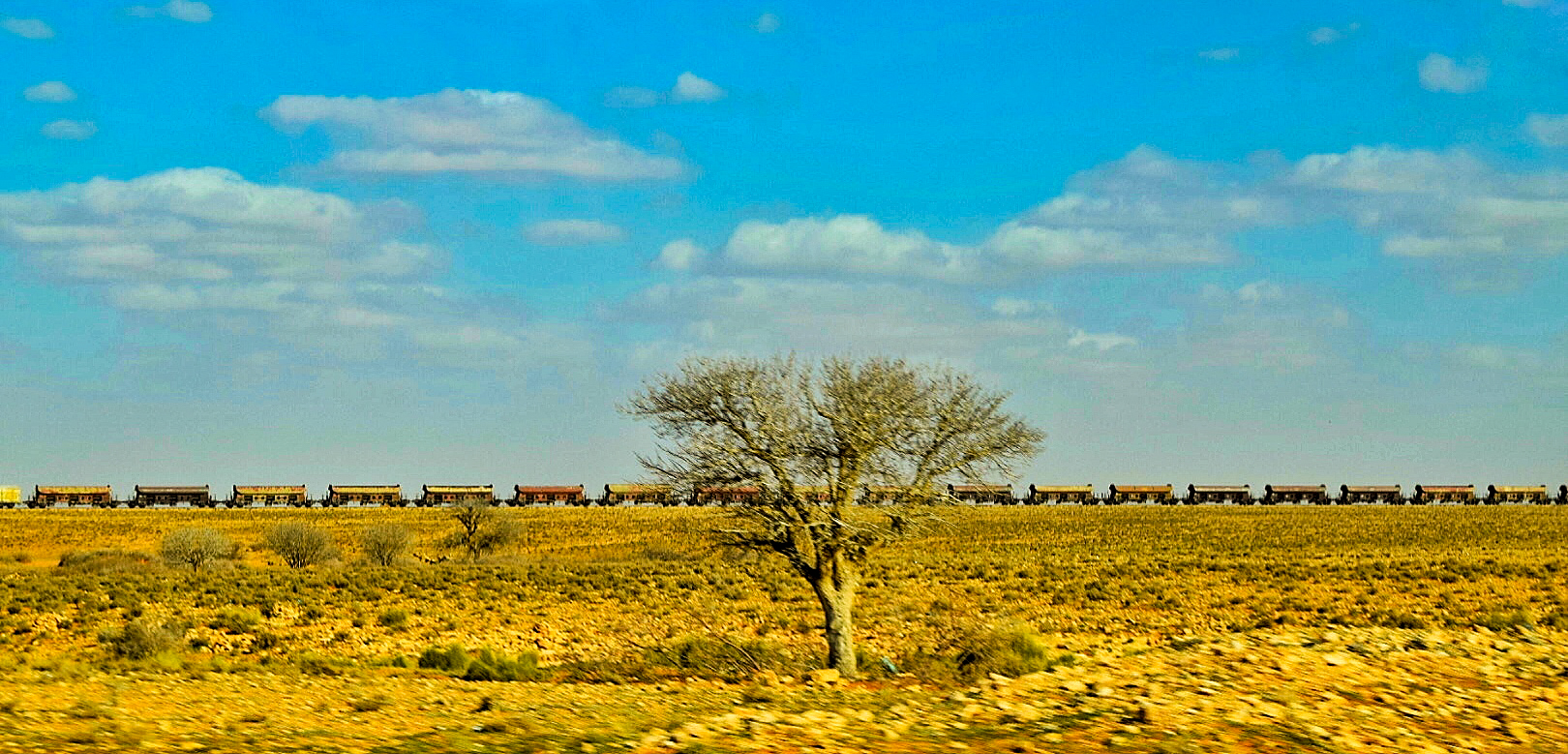
Train de marchandises traversant le désert entre Bouarfa et Oujda.

Les zones à très faibles habitations dans le haut Atlas et le Sahara sont servis via un transport combiné train + bus par l'opérateur ferroviaire national (ONCF) grâce à sa filiale Supratours sur un réseau de transport passagers de 5 000 km.
L'ensemble de ces 2 100 km du réseau ferré de l'ONCF ont été maintenus et gardés en service pour Fret et passagers excepté un tronçon de 300 km situé entre Oujda et Bouarfa vers le Sahara où le service passagers régulier a été supprimé, cependant, cette même ligne est toujours exploité par un train touristique mythique baptisé "Oriental Express" quelques rares fois à dates fixes dans l'année ou sur réservation à tout moment souhaité pour les groupes de passionnés de trains. La réservation d'un circuit à bord de l'Oriental Express coûte 1 790 euros par place en 2015, les dates fixes sont souvent sélectionnées en dehors de l'été afin d'éviter les tempêtes de sable. Cette ligne est fermée au trafic passagers régulier à cause de l'ensablement des rails et de sa non-compétitivité face à la route, elle est cependant exploitée à une très faible vitesse pour les groupes touristiques et pour fret à raison de trois trains par semaine.

### Le parc roulant
- 234 locomotives ;
- 38 rames automotrices électriques TNR (14 ZM + 24 Z2M) ;
- 516 voitures de voyageurs ;
- 5369 wagons pour le transport de marchandises[22].

### Activités
L'opérateur public ferroviaire ONCF continue sa croissance sur son secteur d'activité voyageurs (39.5 millions de passagers en 2014 contre 38 millions en 2013)  cependant, l'activité fret a été affectée par le mise en place d'un pipeline géant pour le transport de phosphates depuis le deuxième semestre 2014 par l'Office Cherifien des Phosphates (OCP), le transport de marchandises s'est rétracté à 34.6 millions de tonnes en 2014 contre 36 millions en 2013. L'activité passagers a permis de stabiliser le chiffre d'affaires du groupe à 3.6 Milliards de Dirhams en 2014  1 %  (2.15 MM MAD fret, 1.45 MM MAD transport passagers). Le contrat programme signé entre l'ONCF et l'état marocain en 2009 était marqué par un projet baptisé Rihane 50 pour atteindre 50 millions de passagers et 50 millions tonnes de fret en 2015.

### Grande vitesse ferroviaire
Le Maroc s'est doté d'une desserte par train à grande vitesse entre Tanger et Casablanca en 2018, en empruntant notamment la LGV Tanger - Kénitra. Le service commercial est appelé Al Boraq.
Le Maroc se dotera d'une desserte à grande vitesse entre Casablanca et Marrakech. Et enfin de deux liaisons en TGV  Marrakech - Essaouira - Agadir et  Rabat - Meknès - Oujda pour 2035. Parallèlement aux travaux de la LGV actuelle Tanger - Kénitra les prochaines LGV qui sont annoncées imminentes sont Marrakech - Essaouira et Rabat - Meknès. Ces deux dernières lignes permettront de relier les deux villes impériales Marrakech et Meknès à la mer en moins d'une heure au lieu de plus de deux heures actuellement.[Passage à actualiser]

## Transport urbain
Les transports urbains au Maroc se sont considérablement développés ces dernières années.

### RER
Les plus grandes villes du Maroc disposent de RER :
- Al Bidaoui, RER Casablancais qui traverse toute la ville de Casablanca jusqu'à l'aéroport Mohamed V
- RER Bouregreg qui traversera la capitale ainsi que sa banlieue en passant par le fleuve Bouregreg séparant Rabat de Salé.

### Métro
Le projet de métro de Casablanca a été abandonné en juillet 2014. La ville de Casablanca n'a  pu réunir que 5 milliards de dirhams au lieu des 8 milliards nécessaires au projet.

### Tramway
- La ville de Rabat a bénéficié de ses deux lignes de tramway d'un total de 19 km en mai 2011. (Tramway de Rabat-Salé), L’entrée en service de deux nouvelles extensions est prévue pour 2020 3.
- La ville de Casablanca dispose d'un réseau de tramway de deux lignes, formant au total 47,5 km depuis décembre 2012 en collaboration avec le groupe français Alstom, qui fournit les rails et les navettes. La société qui exploite le tramway est baptisée Casa Tramway (Tramway de Casablanca), l'étude de faisabilité des lignes 3 et 4 est en cours[27], et à terme la capitale économique projette de se doter d'un réseau de tramway urbain de 4 lignes d'un total de 112 km à l'horizon 2024.
- Le tramway serait actuellement en étude pour les villes de Meknès, Fès, Tanger, Marrakech et Agadir.

### Bus à haut niveau de service
- La ville de Marrakech dispose d'une ligne de BHNS électriques depuis septembre 2017, ligne d'une longueur de 7,11 km et 8 arrêts desservant l'ouest de la ville ocre. Une autre ligne vers les quartiers du sud-ouest de la ville est en construction, et deux autres lignes sont en projet.
- La ville de Casablanca dispose, depuis 2023, de deux lignes de BHNS, formant au total 22 km et desservant 39 stations ; complémentaires au réseau de RER, de tramways et de bus.
- La ville d'Agadir disposera, en 2023-2024, d'une ligne de BHNS d'une longueur de 15,5 km et comptant 35 points d'arrêt.

### Bus
Il existe différents réseaux de transport en commun par autobus au Maroc. Il existe des bus dans chaque grandes villes du royaume assurant la desserte de ces dernières et leurs agglomérations.
- Casablanca : Casabus

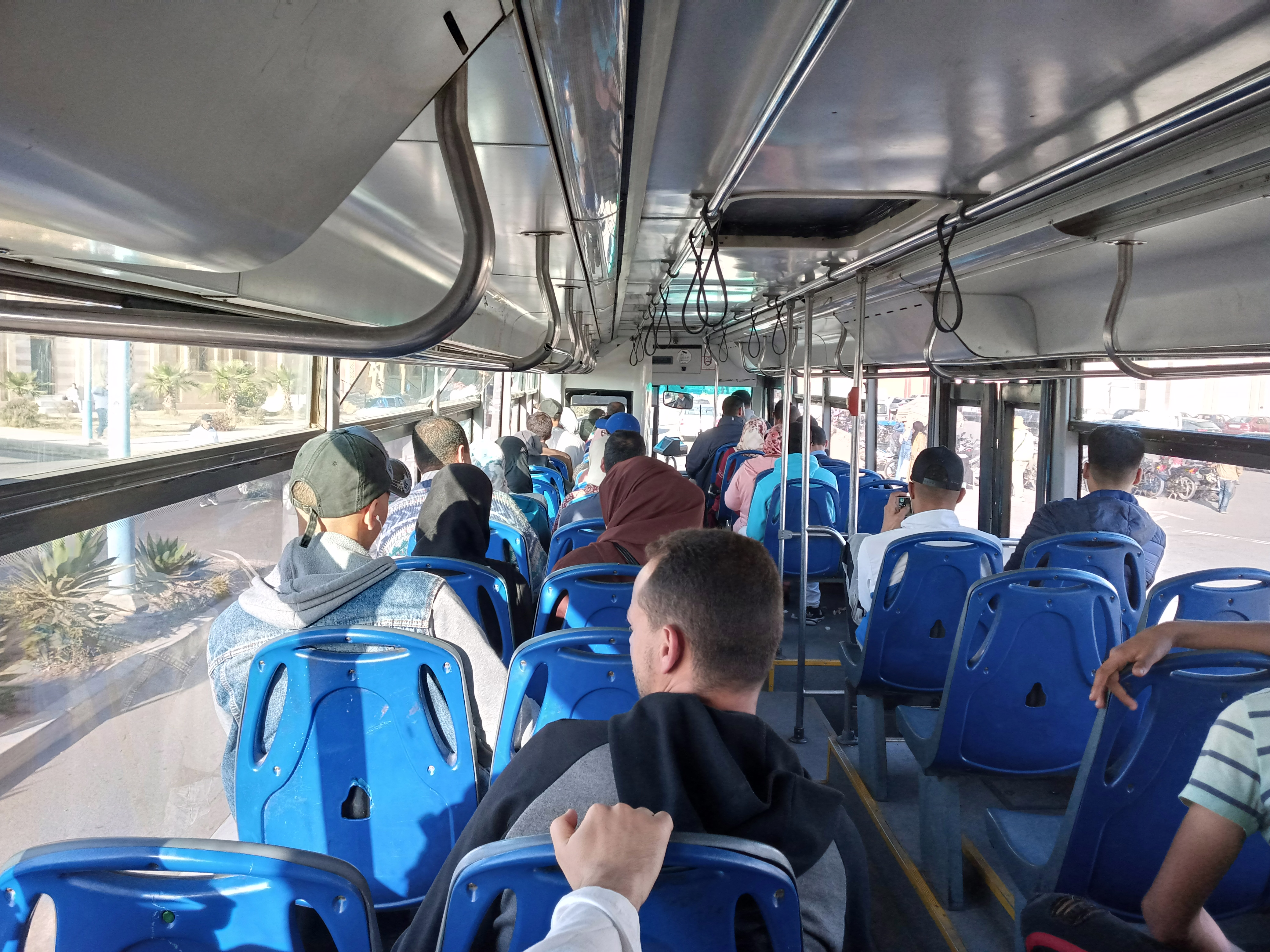
Intérieur d'un bus ALSA à Agadir en 2020.

- Rabat-Salé-Témara : Réseau de bus de Rabat-Salé-Témara
- Fès :  [Citybus transport groupe

http://www.citybusfes.ma City Bus Fès]
- Meknès : [Citybus transport groupe

http://www.citybusmeknes.ma City Bus Meknès]
- Kénitra : Foughal Bus
- Tétouan :  Citybus transport groupe Vitalis
- El Jadida : [Citybus transport groupe

http://www.equinoxtransport.ma Equinox]
- Fkih Bensalah : [Citybus transport groupe

http://www.primabus.ma Prima Bus]
- Berrechid : [Citybus transport groupe

http://www.citybustransport.ma City Bus Berrechid]
- Beni Mellal : Union Bus, Karama Bus
- Larrache : Union Bus
- Ksar El Kebir : Ama Bus

- Khenifra : Karama Bus
- Marrakech : Alsa
- Agadir : Alsa
- Tanger : Alsa
- Khouribga : Alsa
- Taroudant : Karama Bus
- Goulomine : Sahl Sahara Bus
- Laâyoune : karama bus

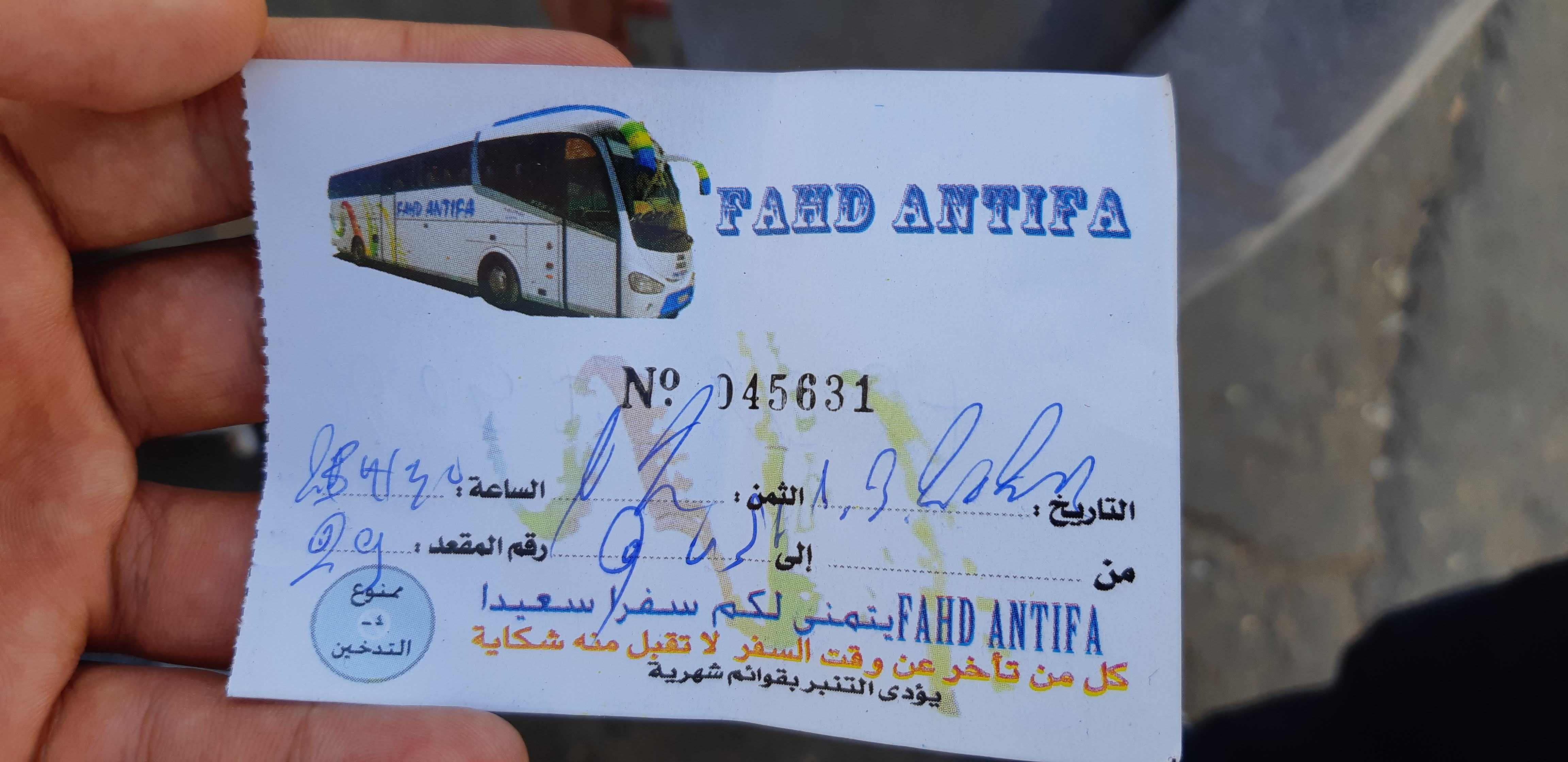
Ticket de bus Fahd Antifa à Inezgane en 2020.

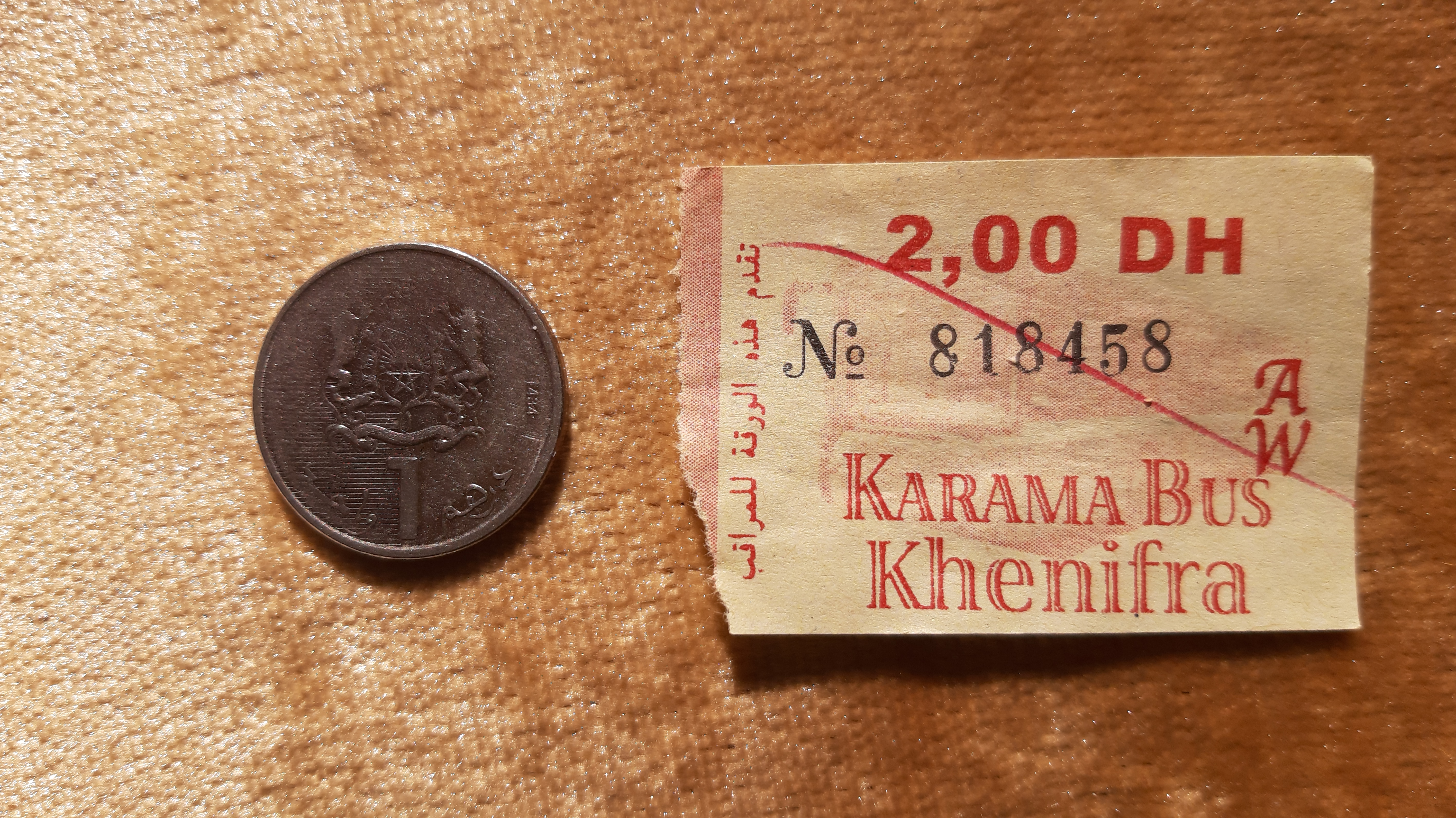
Ticket de bus Karama à Khénifra en 2020.

- Oujda :  Mobilis www.citybustransport.com
- Saidia: Foughal Bus
- Berkane :  régie
- Nador : Vectalia Nador
- El Hoceima : Imzouren Bus
- Taza :  Foughal Bus
- Guercif :  Foughal Bus
- Taourirt : Rimal Bus
- Tiznit :  Lux Transports Tiznit
- Errachidia :  Lux Transports Errachidia
- Ouarzazate : Lux Transports Ouarzazat
- Essaouira :  Lima Bus
- Safi : Vectalia Safi

### Petits Taxis
Contrairement aux taxis collectifs qui ont une licence d'un transport point à point à prix unique, les petits Taxis sont des taxis urbains munis d'un compteur horokilométrique, ils prennent en charge un seul client ou un groupe de maximum trois passagers sans supplément. Afin de limiter l'impact environnementale de ces taxis roulant très largement en zones urbaines, ce sont les premiers à avoir bénéficié d'une prime à la casse de 50 000 Dirhams dès 2010.
La grande partie des petits taxis renouvelés ont été des véhicules Dacia fabriqués au Maroc suivis des citadines Fiat et Peugeot, ils sont tous des véhicules légers consommant moins et émettant moins de particules polluantes.

## Transport aérien

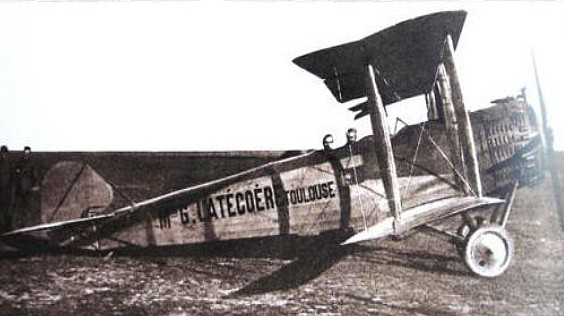
Lignes Aeriennes Latécoère, c.1918.

Si de tous les modes de transports actuels l'aérien est le plus récent, la position géographique du Maroc lui a permis dès le départ de jouer un rôle essentiel dans ce domaine: la première ligne aérienne intercontinentale fut la ligne postale aérienne Toulouse - Rabat qui a commencé le 1er septembre 1919 suivie d'un service passagers un an plus tard avant d'être prolongée ultérieurement à Dakar puis jusqu'en Amérique latine. Cette ligne fut exploitée par le groupe privé Latécoère, devant le manque d’aérodromes au début du siècle dernier les premiers avions passagers utilisés furent des hydravions afin de pouvoir atterrir dans les villes côtières ainsi que pour réaliser plus facilement des amerrissages d'urgence en cas de besoin. Là encore le Maroc et le Sénégal ont joué un rôle fondamental grâce l'étendue de leurs façades maritimes. On ne dispose pas avec certitude des chiffres de passagers transportés les premières années ce service restait assez exceptionnel et onéreux. Cependant, concernant le transport du courrier une convention a été signée entre les postes marocaines et françaises le 10 mars 1919, à partir de début septembre à fin décembre de la même année 9 124 lettres ont été acheminées par voie aérienne au Maroc.
La crise économique de 1929 et la seconde guerre mondiale ont lourdement handicapé le secteur aérien civile, il aura fallu attendre 1946 pour voir la première ligne aérienne marocain (Air Atlas), suivie par la création de la compagnie Air Maroc en 1948. En 1951 le gouvernement marocain décide par décret royal de concéder l'exclusivité du transport public à Air Atlas en la rebaptisant Compagnie Chérifienne de Transport Aérien Air Atlas (CCTA) avec un capital partagé entre l'état marocain, Air France et la compagnie Air Maroc qui s'est spécialisée dans la maintenance. Le premier juillet 1957 les compagnies CCTA et Air Maroc sont fusionnées sous le nom de Royal Air Maroc.
Le Maroc est actuellement connecté à 51 pays et 113 aéroports étrangers via des lignes
régulières contre 29 pays et 43 aéroports en 2003. Après avoir connu un léger ralentissement pendant la période dite du "printemps Arabe" le secteur a repris des couleurs ces dernières années :
- Le nombre de fréquences s’est redressé durant la saison été 2013 pour atteindre un niveau
record de 1329 fréquences hebdomadaires, soit une hausse de 23 % par rapport à la saison été
2012. 

- Durant la saison hiver 2013-2014, 1243 fréquences hebdomadaires ont été programmées, soit
une hausse de 21 % par rapport à la même saison précédente. 

- En 2014 le trafic aérien a atteint 17.30 Millions de passagers en hausse de 4.8 % par rapport à 2013.
Pendant la dernière décennie le trafic aérien au Maroc a presque triplé passant de 7 millions de passagers en 2004 à plus de 17 millions de passagers en 2014, une hausse réconfortée par l'entrée du Maroc a l'Open Sky européen depuis 2007. Le 27 avril 2016 afin d'accompagner l'augmentation rapide de son trafic aérien, le Maroc intègre le système de gestion de trafic européen Eurocontrol. Lors de la 7e conférence World Connect qui s'est tenue à Marrakech en octobre 2015 le ministre de transport marocain révèle l'objectif d'atteindre 70 millions de passagers en 2030. Vue le nombre de touristes escompté à cette date, il parait difficile d'atteindre ce chiffre sans développer le trafic aérien interne qui à défaut de sa libéralisation reste encore assez onéreux et restreint.

### Compagnies aériennes
Le Maroc est desservi par 50 compagnies aériennes, le transport aérien est largement international. La compagnie nationale Royal Air Maroc (RAM) détient presque la moitié du trafic. Le total de passagers enregistrés au sein des aéroports marocains en 2014 s'élève à 17.30 millions de passagers 4.8 %. Quelques compagnies aériennes ont choisi d'installer une base au Maroc.
Compagnies principales
- Royal Air Maroc ( 8 bases : Casablanca, Marrakech, Agadir, Oujda, Tanger, Rabat, Fes et Beni Mellal )"
- Air Arabia ( 6 bases : Casablanca, Tanger, Marrakech, Fes, Agadir , Nador)
- Ryanair ( 5 bases : Fes, Marrakech, Essaouira, Nador, Oujda )

La compagnie nationale Royal Air Maroc est l'une des premières compagnies africaines en termes de trafic voyageurs, elle a transporté en 2014 plus de 6 millions de passagers juste devant Ethiopian Airlines et derrière Egypt Air et South African Airlines (SAA) ayant tous deux transporté 7 millions de passagers. Malgré une population marocaine assez modeste comparée à ces trois derniers pays et en dépit du fait que la Royal Air Maroc est la seule compagnie africaine soumise à la concurrence féroce des Low Cost, la compagnie marocaine est en pleine croissance tout comme sa rivale éthiopienne. Ces deux dernières compagnies qui sont au coude à coude rêvent de profiter des grandes contre-performances actuelles d'Egypt Air et de la SAA pour devenir leader à l’échelle continentale.
Le transport aérien de marchandises est cependant très limité au Maroc : vu la proximité avec l'Europe la plus grande partie des marchandises exportées du Maroc sont des produits frais, ils sont acheminés par transport TIR frigorifié vers le réseau autoroutier européen. RAM possède un seul avion spécial fret et un avion mixte modulable. Afin de soutenir les exportateurs marocains la compagnie aérienne nationale a signé un accord avec l'Association Marocaine des Exportateurs (ASMEX) en vertu duquel les entrepreneurs marocains bénéficient de réductions allant de 25 à 40 % sur leurs frais d'export de produits manufacturés et de 20 % pour les produits périssables. La messagerie express et les colis à haute valeur ajoutée donnent de l'activité aux multinationales DHL, FedEx et UPS. DHL accapare 60 % du fret aérien marocain grâce à son terminal de Casablanca qu'il a transformé en hub régional depuis 2014, un hub desservi par deux avions fret de 60 tonnes (A330-200F) et 30 tonnes (B757), en février 2016 le groupe allemand annonce l'ouverture d'une nouvelle ligne depuis l’aéroport de Tanger  vers sa plateforme mondiale de Leipzig opérée par un B737 de 15 tonnes et permettant à ces clients de gagner quatre heures.
Compagnies secondaires ou anciennes compagnies
- Atlas Blue (acquise par RAM)
- Jet4you (acquise par Jetairfly)
- Tingair
- RifJet

Compagnies spécifiques ou de transport à la demande 
- Alfa Air (location d'avions d'affaires, tourisme de luxe)
- Casa Air Service (location de jets privés, évacuation sanitaire)
- Privair  (avion taxi, location de jets privés, évacuation sanitaire)
- Agricolair Maghreb   (traitement phytosanitaire, aide à la supervision de projets agricoles)
- Air Marrakech Services (avion taxi, événementiel, compagnes de communication par banderoles)

### Liste des aéroports marocains
Le Maroc dispose de plusieurs infrastructures aéroportuaires dont 18 aéroports internationaux, 10 principaux aéroports nationaux et des petits aéroports à usages touristiques, militaire ou de sports aériens. Le dernier aéroport construit est l'Aéroport de Beni Mellal ce dernier fut pendant longtemps un petit aéroport régional dédié à des compétitions internationales de parachutisme avant qu'il ne fût agrandi pour recevoir des Boeing 737 en vol direct d'Europe. La stratégie du transport aérien actuelle au Maroc porte sur l'agrandissement de plusieurs aéroports dont une bonne partie est en cours mais aussi sur la construction de 3 grands aéroports nouveaux : un nouvel aéroport passagers à Marrakech, un aéroport spécial fret à Casablanca-Ben Slimane et un nouvel aéroport mixte à Tanger-Tétouan. En 2014 l'aéroport de Casablanca avoisine 8 millions de passagers soit 45 % du total du trafic aérien suivi de Marrakech avec 4 millions de passagers. Les six autres aéroports suivants dépassent la même année le demi million de passagers.
Aéroports internationaux - Code IATA  (total passagers en 2014)
- Aéroport Mohammed V de Casablanca - CMN  (7.97 millions 5.45 %)
- Aéroport Marrakech - Menara - RAK  (4.03 millions 5.38 %)
- Aéroport Agadir - Al Massira - AGA (1.47 million 0.80 %)
- Aéroport Fès - Saïss - FEZ   (0.79 Millions 0.10 %)
- Aéroport Tanger - Ibn Battouta - TNG (0.77 millions 6.80 %)
- Aéroport international Rabat - Salé - RBA  (0.68 millions 40.87 %)
- Aéroport de Nador - Al Aroui - NDR  (0.60 million 1.29 %)
- Aéroport Oujda-Angads - OUD (0.50 million 2.08 %)
- Aéroport international Laâyoune - Hassan 1er - EUN
- Aéroport Al Hoceima - Cherif Al Idrissi - AHU
- Aéroport Essaouira - Mogador - ESU
- Aéroport de Dakhla - VIL
- Aéroport de Beni Mellal - BEM
- Aéroport de Errachidia - ERH
- Aéroport de Ouarzazate - OZZ
- Aéroport de Zagora - OZG
- Aéroport de Guelmim - GLN
- Aéroport de Bouarfa - UAR

Aéroports nationaux/régionaux (touristiques, sportifs, militaires ou mixtes) - Code OACI 
- Aéroport Casablanca Tit Mellil - GMMT
- Aéroport d'Ifrane - GMFI
- Aéroport Casablanca Ben Slimane -  GMMB
- Aéroport de Kénitra militaire  - GMMP
- Aéroport de Kénitra tourisme  - GMMY
- Aéroport de Safi -  GMMS
- Aéroport de Sidi Ifni -  GMMF
- Aéroport de Sidi Slimane -  GMSL
- Aéroport de Taroudant  -  GMMO
- Aéroport de Taza -  GMFZ
- Aéroport de Ouazzane -  GMFA
- Aéroport de Meknès -  GMFM
- Aéroport de Sefrou -  GMFU
- Aéroport d'El Jadida -  GMMJ
- Aéroport de Tarfaya -  TFY
- Aéroport de Taouahar  - GMFT
- Aéroport de Inezgane  - GMAA
- Aéroport de Smara -  GMMA
- Aéroport de Lagouira -  GMML

### Galerie photos

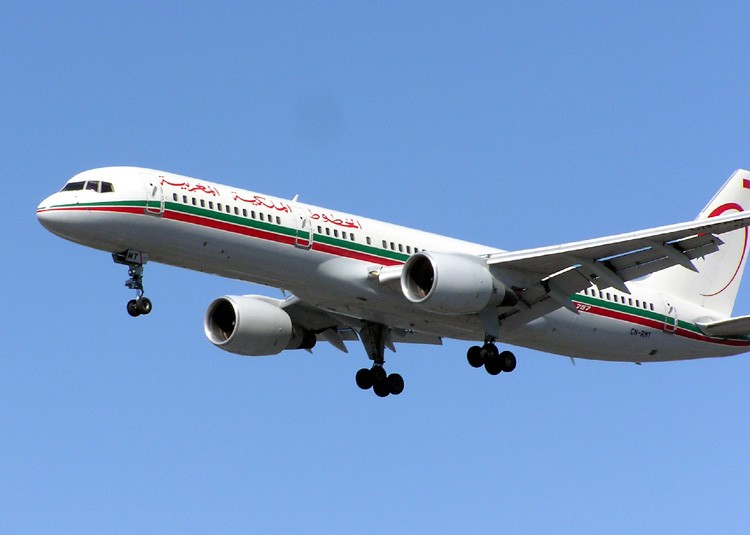
RAM Boeing 757-200
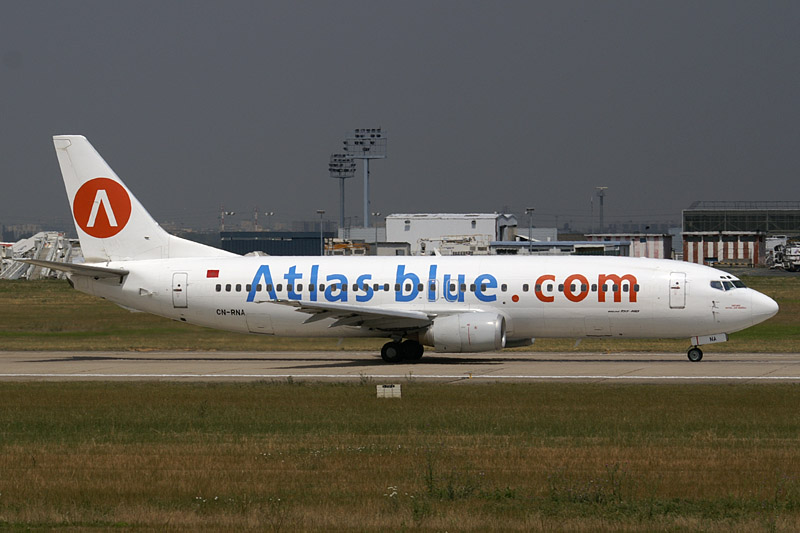
Boeing 737—400 de la compagnie Atlas Blue
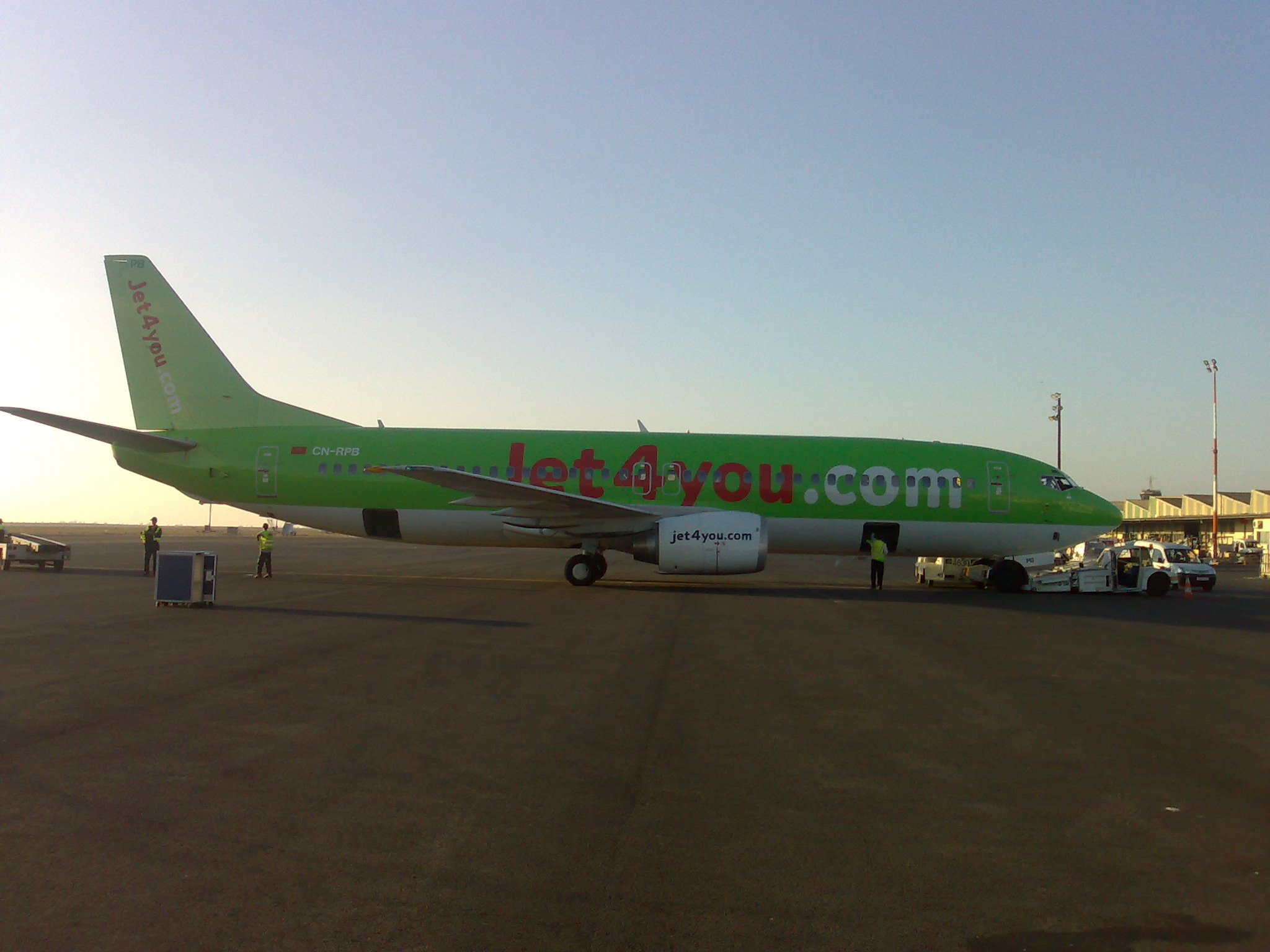
Un Boeing 737-400 de la compagnie Jet4you
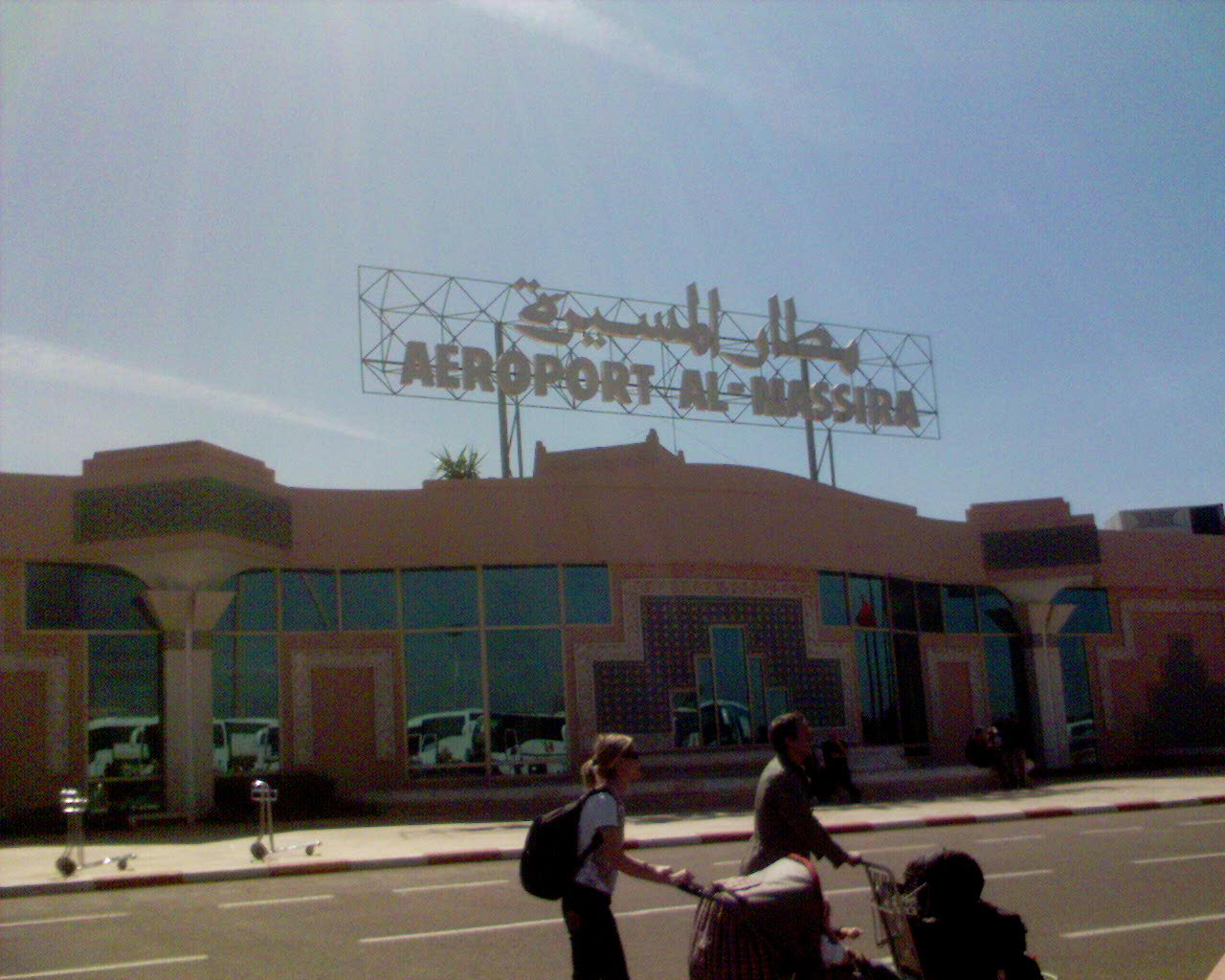
Aéroport Agadir - Al Massira

## Transport par conduites

### Énergie
- Oléoducs[40] : brut : 270 km ; produits raffinés : 175 km ;
- Gazoducs : 944 km, en projet 400 km[41] (entre El Jadida Jorf-Sfar à Tanger) ;

### Phosphates
- Minéroducs : 187 km[42].

### Eau
- Autoroute de l'eau : 500 km (projet pour le transport d'eau du nord vers le sud en stress hydrique).

## Transport maritime
Le Maroc occupe une assez large façade maritime sur la Méditerranée et l'Atlantique, son secteur maritime est doté de 38 ports répartis comme suit :
- 13 ports de commerce international ;
- 6 ports passagers ou de plaisance ;
- 19 ports de pêche ou d'export de produits halieutiques.

Après le succès du port de Tanger Med le Maroc projette de construire prochainement trois nouveaux ports similaires : Nador West Med, Kénitra Atlantique et Dakhla Atlantique.

### Principaux ports marocains
Au terme de l’année 2014, l’activité des ports marocains a atteint un nouveau record, avec un volume de 115 millions de tonnes, marquant ainsi une augmentation exceptionnelle de 14,3 % par rapport à l’année précédente. Cette hausse a été tirée par la bonne orientation aussi bien du trafic domestique (Import Export), ayant enregistré un raffermissement de 11,5 %, que du trafic de transbordement des conteneurs au port de Tanger Med, ayant marqué une consolidation du positionnement du Maroc sur ce segment avec une amélioration des volumes manipulés de 20,2 %.

#### Principaux ports de commerce
- Tanger Med (39 millions de tonnes) ;
- Port de Casablanca (25 millions de tonnes) ;
- Port de El Jadida-Jorf el sfar (22 millions de tonnes) ;
- Port de Mohammadia (11,5 millions de tonnes) ;
- Port de Safi (6.2 millions de tonnes) ;
- Port de Agadir (4.2 millions de tonnes) ;
- Port de Layoune (3.2 millions de tonnes) ;
- Autres ports (0.5 millions de tonnes).

#### Ports halieutiques
Le Maroc détient 60 % de la production mondiale de sardines, plusieurs ports marocains font de la pêche de cette espèce facile à mettre en conserve et à exporter leur activité principale. D'autres espèces de poissons sont pêchées et exportées à partir des principaux ports suivants:
- Port d'Agadir ;
- Port de Dakhla ;
- Port de Safi ;
- Port de Larache ;
- Port de Layoune ;
- Port de Al Hoceima ;
- Port de Jorf El Sfar ;
- Port de Kénitra-Mehdia.

Il convient de rappeler que Les ports de Agadir et Jorf El Sfar sont des ports mixtes d'import/export produits halieutiques et agricoles.

#### Ports Passagers
Le transport maritime passagers est certes plus prospère dans les ports méditerranéens notamment dans les deux ports de Tanger et au sein du port de Nador Beni Nsar, cependant, deux ports atlantiques ont connu récemment une croissance remarquable de l'activité croisières à savoir les ports de Agadir et de Casablanca, les autres types de transports maritimes est dominé par l'expansion rapide des ports de plaisance.
Ports ferry
- Port de Tanger Med (ferries + fast ferries: 2.15 millions passagers)[44] ;
- Port de Tanger ville (port 100 % fast ferries: 1.45 million passagers) ;
- Port de Nador Beni Nsar (ferries + fast ferries: 0.45 million de passagers) ;
- Port de Al Hoceima (ferries : 42 milles passagers) ;
- Port de Laâyoune (desserte îles Canaries en 7 heures) ;
- Port de Tarfaya (desserte îles Canaries en 3 heures fermeture temporaire en attente d'agrandissement).

Dans ce sillage, la compagnie maritime espagnole Baleària a annoncé un projet novateur visant à créer le premier corridor maritime écologique entre les ports de Tarifa, en Espagne, et de Tanger Ville, au Maroc. Ce projet prévoit la mise en service de deux ferries rapides fonctionnant à 100 % à l’électricité, réduisant ainsi les émissions à zéro carbone. Baleària a obtenu la gestion de cette ligne maritime pour une période de 15 ans, à la suite d'un appel d’offres lancé par l’Autorité Portuaire de la Baie d’Algésiras. Le projet inclut la construction de deux navires jumeaux dans les chantiers navals Armon, ainsi que l’amélioration des infrastructures portuaires pour permettre la recharge rapide des batteries des ferries durant les escales dans une durée d’une heure grâce à des systèmes OPS (Onshore Power Supply) équipés de bras robotiques avancés. Ces systèmes seront soutenus par des batteries terrestres de 8 MWh installées dans les ports. Ainsi que ces ferries écologiques seront construits à Gijón, dans un délai de 30 mois. Chaque navire sera doté d’une propulsion électrique de 16 mégawatts et de batteries ayant une capacité totale de 11 500 kWh, suffisantes pour parcourir les 18 milles nautiques entre Tarifa et Tanger sans produire d’émissions polluantes. En cas de besoin, des générateurs diesel d’urgence de 11 200 kW seront disponibles,,,,.
Ports Croisières
- Port de Casablanca (260 000 croisiéristes en 2014) ;
- Port de Tanger (90 000 croisiéristes en 2014) ;
- Port de Agadir (60 000 croisiéristes en 2014).

Ports de plaisance 
 
Malgré ses 3 500 km de côtes le Maroc jusqu'à la fin du siècle dernier ne possédait pas de marinas excepté Marina Smir qui est située à proximité de la ville de Tétouan. Pendant longtemps les catamarans européens qui effectuaient la traversées de l'Atlantique faisaient escale au sein des ports de pêche marocains situés sur la côte atlantique. Aujourd'hui 6 marinas sont opérationnelles au Maroc pour à peine un total de 3 000 anneaux disponibles, plusieurs autres marinas sont en construction ou en projet et en attendant la livraison des chantiers beaucoup de bateaux de plaisance sont accueillis dans les ports de pêche notamment à Tanger et Casablanca où les travaux ont pris du retard. Ci-dessous la liste des marinas actuelles et en projet:
6 Marinas opérationnelles: 3 méditerranéennes, 3 atlantiques
- Mediterrania Saïdia (1 350 anneaux)
- Marina Smir (450 anneaux)
- Marina Agadir (300 anneaux)
- Marina Bouregreg (250 anneaux)
- Marina Kabila
- Marina Mohammadia

3 Marinas en construction
- Marina Tanger
- Marina Casablanca
- Marina Tan-Tan[50]

Marinas en projet
- Marina Al Hoceima[51]
- Mazagan Beach Resort
- Mogador Essaouira
- Cabo Negro
- Taghazout Bay
- Port Lixus
- Plage Blanche

### Compagnies maritimes
Le transport maritime de marchandises joue un rôle important pour le commerce extérieur du Maroc, il assure une bonne compétitivité quant au coût de la logistique et à la durée de traitement des cargaisons. La connectivité maritime de ce pays s'est nettement améliorée dernièrement pour placer le Maroc à la 16e place mondiale. À côté des échanges s’effectuant par fret maritime direct ou par transports combinés Ro-Ro TIR ou Ro-Ro Rail, il s'est ajouté pendant la dernière décennie l'activité de transbordement de conteneurs. Cette activité se concentre au Port de Tanger Med qui s'est vu connecté à 163 ports mondiaux en 2014. Concernant l'activité de transport passagers, ce secteur est, à l'instar du transport aérien, aussi ouvert à la concurrence : une douzaine de compagnies marocaines et étrangères opèrent dans ce domaine entre quatre ports marocains (Tanger ville, Tanger Med, Alhoceima et Nador) et neuf ports européens (Tarifa, Algésiras, Malaga, Motril, Alméria, Barcelone, Sète, Livorno et Genova), une nouvelle ligne ferry de la SNCM est parfois évoquée de Marseille vers le Maroc. Depuis février 2016  le groupe FRS a ajouté une nouvelle ligne RORO mixte fret et passagers très intéressante dans la mesure où elle connecte le réseau autoroutier marocain directement à la ville andalouse de Motril passant outre aux immenses embouteillages des zones balnéaires de la Costa del Sol espagnole.
Compagnies maritimes étrangères desservant le Maroc:
- Grimaldi Lines
- Grandi Navi Veloci
- Trasmediterranea
- Naviera Armas
- Acciona
- balearia

Compagnies maritimes marocaines actuelles:
- Intershipping (2012)
- FRS Maroc (2000)
- Africa Morocco Link Compagnie créée en 2016 par le groupe  BMCE et le groupe grecque Attica.
- African Shipping Lines compagnie maritime cargo maroco-nigériane

Anciennes compagnies maritimes:
- Comarit
- Ferrimaroc
- IMTC
- Reduan Ferry
- Comanav